# Coeriana clandestina
Coeriana clandestina là một loài bướm đêm trong họ Noctuidae.